# Jannis Sakellariou
Jannis Sakellariou (griechisch Γιάννης Σακελλαρίου; * 12. November 1939 in Athen; † 23. Oktober 2019 in Brüssel) war ein deutscher Abgeordneter zum Europäischen Parlament (SPD, SPE).
Nach dem Schulabschluss in Athen im Jahr 1957 studierte Sakellariou an der Technischen Universität München Elektrotechnik; er schloss das Studium mit dem Grad eines Diplomingenieurs ab. Neben einem wirtschaftswissenschaftlichen Aufbaustudium war er ab 1966 bei den Bayerischen Elektrizitätswerken tätig. Nach einer weiteren Industrietätigkeit folgten eine Tätigkeit bei der Max-Planck-Gesellschaft und eine Tätigkeit als Akademischer Direktor bei der Universität der Bundeswehr von 1975 bis 1984.
Politisch war Sakellariou von 1973 bis 1974 als Vorsitzender der Münchener Jusos aktiv. Von 1987 bis 1991 gehörte er dem Vorstand der SPD Südbayern sowie von 1993 bis 1999 dem Vorstand der bayerischen SPD an. Er wohnte in München.
Seit 1972 war Sakellariou Mitglied der Gewerkschaft ÖTV (jetzt Vereinte Dienstleistungsgewerkschaft).
Mitglied des Europaparlaments war Sakellariou von der zweiten bis zur fünften Wahlperiode in den Jahren 1984 bis 2004. Er gehörte der Fraktion der Sozialdemokratischen Parteien Europas an.
Sakellariou war Träger des Großen Silbernen Ehrenzeichens mit Stern der Republik Österreich, des Bayerischen Verdienstordens und des Verdienstkreuzes am Bande des Verdienstordens der Bundesrepublik Deutschland.

## Würdigung
- Christiane Schlötzer in der Süddeutschen Zeitung vom 26./27. Oktober 2019, Seite R8